# Tag Team Match M.U.S.C.L.E.
Tag Team Match M.U.S.C.L.E. (キン肉マン マッスルタッグマッチ?, Kinnikuman: Massuru Taggu Matchi, Kinnikuman: Muscle Tag Match) è un videogioco sportivo sul wrestling, basato sul manga Kinnikuman. Pubblicato su Nintendo Entertainment System nel 1985, nel 1987 ha avuto un sequel commercializzato solo in Giappone, Kinnikuman: Kinniku Ōkurai Sōdatsusen (キン肉マン キン肉星王位争奪戦?).

## Modalità di gioco
Ci sono diverse modalità, sia in singolo giocatore che in multiplayer, sia in cooperativa che in competizione. Il tasto "B" fa eseguire un salto al personaggio, mentre il tasto "A" attacca o esegue la mossa speciale; questa può essere eseguita solo dopo aver raccolto una sfera di energia che viene casualmente lanciata sul ring da un personaggio chiamato "Meat", e ogni personaggio ne possiede una diversa.

### Personaggi
In M.U.S.C.L.E. è possibile controllare uno degli otto wrestler disponibili:
| Nome giapponese | Nome occidentale (se differente) | Mossa speciale |
| --------------- | -------------------------------- | --- |
| Kinnikuman      | Muscleman                        | Kinniku Driver: afferra l'avversario e salta fin fuori dallo schermo, per poi schiantarlo sul ring                                  |
| Terryman        |                                  | Bull Dog Headlock: una versione veloce del "lariat", senza dover rimbalzare sulle corde, e può essere eseguito più volte di seguito |
| Ramenman        |                                  | Leg Lariat: una versione più veloce e ad ampio raggio del normale calcio di rimbalzo                                                |
| Robin Mask      |                                  | Tower Bridge: mossa spezzaschiena del pro-wrestling argentino                                                                       |
| Buffaloman      | Terri-bull                       | Hurricane Mixer: carica l'avversario con le corna che ha sul capo                                                                   |
| Warsman         |                                  | Bear Claw: identico a Hurricane Mixer, ma copre una distanza maggiore                                                               |
| Ashuraman       |                                  | Ashura Buster |
| Brocken Jr.     | (non presente)                   | Nazi Gas Attack |
| (non presente)  | Geronimo                         | Apache War Cry |

## Accoglienza
Il titolo con cui è stato distribuito il gioco in Occidente richiama l'omonima linea di giocattoli Mattel. In Giappone il gioco ha venduto oltre un milione di copie.